# Ameide
Ameide – wieś w Holandii, w prowincji Holandia Południowa, w gminie Zederik. Do roku 1986 miejscowość była siedzibą gminy o tej samej nazwie.